# Nicolas Lemonne
Nicolas Lemonne, né le 2 novembre 1976 à Tours, est un ancien joueur international français de handball évoluant au poste de gardien de but.
En 1998, il signe son premier contrat professionnel à l'US Créteil et y évolue pendant 11 saisons avec à la clé 6 campagnes européennes (Ligue des champions, Coupe des coupes, Coupe de l'EHF, Coupe challenge), la 2e place du championnat de France en 2004 et la victoire en coupe de la Ligue en 2003. Enfin, il a terminé sa carrière professionnelle à Cesson Rennes entre 2009 et 2013. Il met un terme à sa carrière en 2018 au CPB Rennes.
En 2001, il est élu meilleur gardien de but du championnat de France. Il connait cette année-là sa première sélection en équipe de France, totalisant 18 sélections et une 6e place au Championnat d'Europe 2004,.

## Biographie

### Reconversion
En septembre 2021, il intègre la 12ème promotion 2021-2023 du DU Manager Général du CDES de Limoges.

## Palmarès

### En club
Compétitions nationales
- Deuxième du Championnat de France (1) : 2004
  - 3e en 2003, 2005 et 2008
- Vainqueur de la Coupe de la Ligue (1) : 2003
  - finaliste en 2004 et 2008
- finaliste de la Coupe de France (1) : 2003

### En sélection nationale
- Première sélection : 9 septembre 2001 à l'occasion des Jeux méditerranéens de 2001 contre la Grèce[2]
- Dernière sélection : 2 juin 2005 à l'occasion des Jeux méditerranéens de 2005 contre la Grèce[2]
- Médaillé de bronze au Championnat du monde espoirs en 1997[7]
- 6e place au Championnat d'Europe 2004

### Récompenses individuelles
- Élu meilleur gardien du Championnat de France (1) : 2000-2001